# Barbatula altayensis
Barbatula altayensis ist eine benthische Süßwasserfischart der Gattung Barbatula aus der Familie der Bachschmerlen (Nemacheilidae). Die Art wurde im Jahr 1992 beschrieben und kommt im Ulungur in der Xinjang-Provinz Chinas sowie möglicherweise in der Mongolei vor.

## Merkmale
Die Art kann von anderen Arten der Gattung Barbatula unter anderem durch das Fehlen von Seitenlappen an der Unterlippe und der Form der Mentallappen unterschieden werden, wobei letztere auch fehlen können. Die Nasenöffnungen liegen im Gegensatz zu den meisten anderen Barbatula-Arten eng beieinander. Entlang der Flanken befinden sich 89–105 Seitenlinienporen.

## Gefährdung
Barbatula altayensis wird von der IUCN als „nicht gefährdet“ (LC = Least Concern) eingestuft, da Fischerei und Gewässerverschmutzung aufgrund der geringen Bevölkerungsdichte keine bedeutende Gefährdung darstellen. Allerdings liegen keine Informationen über die Populationsdichte dieser Art vor.